# Авария в Горловке (2013)
Авария в Горловке — техногенная авария, произошедшая 6 августа 2013 года на заводе ПАО «Концерн Стирол», который расположен в городе Горловка Донецкой области, во время ремонтных работ, в результате чего произошёл выброс аммиака в воздух. В результате аварии 6 человек погибло, пострадало 26 человек, обратившихся за медицинской помощью, 25 были госпитализированы.
Авария стала самой масштабной на предприятиях химической промышленности за годы независимости Украины.

## Накануне аварии

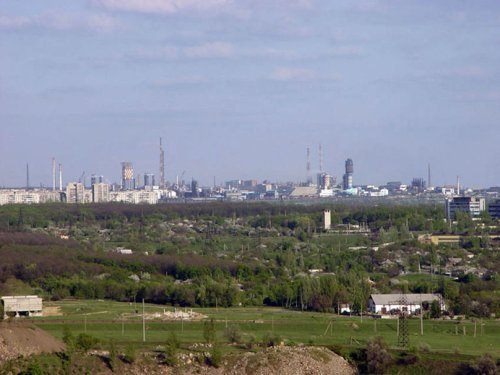
Вид концерна «Стирол» со стороны Новогорловки

26 мая 2013 года на заводе произошёл пожар в цеху компрессии аммиака, в результате чего уничтожено 100 м² перекрытия здания и повреждён 1 компрессор. Пожар был ликвидирован за 1,5 часа.
Местные жители утверждают, что выбросы аммиака происходят довольно часто.

## Авария
6 августа 2013 года в 14.00 во время капитального ремонта завода № 1 в межцеховом аммиачном коллекторе произошла разгерметизация трубопровода жидкого аммиака диаметром 150 мм и рабочим давлением 12 атмосфер и произошёл выброс аммиака, а над заводом появилось белое облако, которое быстро распространялось.
На момент аварии в цеху находились всего примерно 100 человек.
По словам очевидцев, после аварии в цехе началась паника, люди не успевали надевать противогазы, которые имели запас воздуха только на 5 минут. По утверждению одного из пострадавших, противогазов на всех не хватало, а подобного запаса на случай чрезвычайной ситуации на заводе не было.
Аварийно-спасательная служба концерна в течение 20 минут ликвидировала поломку, которая стала причиной выброса. Работников завода вывезли в безопасное место на грузовиках, для чего понадобилось несколько рейсов.
В результате аварии в воздух попало 600 кг аммиака.

## Последствия

### Жертвы аварии
По первой информации погибли 2 человека, трое пострадавших. Позднее стало известно, что в результате аварии погибли пять человек, а количество пострадавших составило от 9 до 11 человек. Погибли бригадир-монтажник, 3 монтажников и электрогазосварщик.
Позже стало известно, что пострадали около 20 человек, которые были госпитализированы в две городские больницы, поскольку все они отравились парами аммиака и получили ожоги дыхательных путей.
В целом за медицинской помощью в тот день обратилось 23 человека, из которых 22 были госпитализированы в две городские больницы (№ 2 и № 3) г. Горловки. Вскоре 5 человек были переведены на лечение в Донецкое областное клиническое территориальное медицинское объединение им. Калинина. В то же время глава Донецкой ОГА Андрей Шишацкий сообщил о 21 госпитализированном.
Таким образом общее количество потерпевших достигло двадцати пяти, а состояние одного из госпитализированных ухудшилось, и он был переведён в реанимацию.
Вечером 7 августа общее количество пострадавших возросло до двадцати шести: был госпитализирован ещё один человек.
Утром 8 августа в горловской больнице скончался рабочий, находившийся в тяжёлом состоянии, и общее число погибших возросло до шести человек. Всех остальных пострадавших перевели в больницы Донецка.
В то же время среди жителей Горловки не было обращений за медицинской помощью из-за отравления аммиаком, хотя одна из жительниц Горловки связывает смерть своего двухмесячного ребёнка с выбросом на заводе «Стирол».

### Экологическая ситуация
В городе в первые часы после аварии ощущался неприятный аммиачный запах, люди пытались как можно быстрее покинуть улицы и закрыть окна. Никакой официальной информации не было.
Вскоре Управление гражданской защиты населения Горловского городского совета обнародовало информацию, что авария не представляет угрозы для населения, позже Горловская санитарно-эпидемиологическая станция подтвердила, что предельно допустимые концентрации аммиака в воздухе на расстоянии 500 и 1000 метров от завода не превышены.

## Расследование
На место аварии прибыли прокурор Горловки Олег Колесник, а также следственно-оперативная группа. По предварительным данным, произошёл разрыв аммиакопровода. Начато уголовное производство по ч. 2 ст. 272 (нарушение правил безопасности во время выполнения работ с повышенной опасностью) УК Украины. Прокуратура Горловки осуществляет процессуальное руководство ходом досудебного расследования. Максимальное наказание по этой статье составляет восемь лет тюрьмы. 
В день аварии Олег Колесник заявил, что рассматриваются 2 её причины: человеческий фактор или нарушение технологического процесса, но об этом говорить пока рано. Аналогичные причины аварии назвал и глава Государственной службы по чрезвычайным ситуациям Михаил Болотских, добавив, что угрозы населению нет, так же как нет и экологической катастрофы. По словам министра экологии и природных ресурсов Олега Проскурякова, первые выводы комиссии, касающиеся причин аварии на заводе «Стирол», станут известны уже до конца недели.
После аварии в Горловку выехали вице-премьер Юрий Бойко и министр экологии и природных ресурсов Олег Проскуряков, заместитель Генерального прокурора Анатолий Пришко, а также представители МВД и СБУ. Расследование находится на контроле у Президента Украины Виктора Януковича.
При осмотре трубопровода была обнаружена трещина длиной 10 сантиметров, через которую и произошёл выброс аммиака. Также сформулированы 3 основные версии причины аварии: неправильная эксплуатация оборудования, нарушение правил безопасности или небрежность. Кроме того, предприятие не сразу сообщило в соответствующие органы об аварии на производстве.
По мнению владельца завода Дмитрия Фирташа, причиной аварии стал исключительно технологический фактор (сработанность металла аммиакопровода, что согласно нормативам следовало проверить в 2014 году), а у сотрудников, находившихся в зоне поражения, шансов спастись не было.

## Реакция
Президент Украины Виктор Янукович выразил соболезнования семьям погибших, поручил правительству обеспечить пострадавших всем необходимым и принять меры по улучшению безопасности на промышленных предприятиях Украины.
Премьер-министр Украины Николай Азаров заявил, что все пострадавшие получат помощь, а министр социальной политики Наталья Королевская отправится в Горловку для выяснения причин аварии. Также запланировано заседание Кабинета Министров, посвящённое этому вопросу.
Председатель Донецкой ОГА Андрей Шишацкий заявил, что поводов для паники нет, поскольку допустимая концентрация аммиака не превышена, и авария не скажется на работе завода.
Вице-премьер-министр Юрий Бойко высказал мнение о необходимости разработки нового технического регламента работы предприятий повышенной опасности и их взаимодействия с аварийно-спасательными и другими службами.
Владелец Group DF, в чей состав входит концерн «Стирол», Дмитрий Фирташ выразил соболезнования семьям погибших и заявил, что им будет выплачено по миллиону гривен, будут оплачены лечение и реабилитация всех пострадавших, а также будет оплачена учёба их детей в профессиональных и высших учебных заведениях.
Исполнительный комитет Горловского городского совета объявил 8 августа днём траура в городе.